# Tournoi World Cup de Potsdam
Le Tournoi World Cup de Potsdam est une compétition de judo organisée à Potsdam en Allemagne. Deux éditions ont été organisées en mars 1989 et 1990 uniquement pour les hommes.

## Palmarès hommes
| World Cup | World Cup          | World Cup           | World Cup         | World Cup     | World Cup       | World Cup         | World Cup        |
| Année     | -60 kg             | -65 kg              | -71 kg            | -78 kg        | -86 kg          | -95 kg            | +95 kg           |
| --------- | ------------------ | ------------------- | ----------------- | ------------- | --------------- | ----------------- | ---------------- |
| 1989      | Raik Arnold        | Amiran Totikashvili | Philippe Taurines | Frank Wieneke | Vitaly Budyukin | Marc Meiling      | Sergey Kosorotov |
| 1990      | Philippe Pradayrol | Thomas Franke       | Magomedbek Aliev  | Sharip Varaev | Giorgio Vismara | Stéphane Traineau | Frank Möller     |